# Sead Kolašinac
Sead Kolašinac, bosanski nogometaš, * 20. junij 1993, Karlsruhe. 
Kolašinac bil rojen na jugozahodu Nemčije nedaleč stran od meje z Francijo. Z nogometom se je začel ukvarjati ob vstopu v osnovno šolo. Trenutno je član francoskega kluba Marseille. 18. novembra 2013 je debitiral za reprezentanco BiH proti Argentini.